# Argynnis kerkirana
Argynnis kerkirana är en fjärilsart som beskrevs av Buresch 1915. Argynnis kerkirana ingår i släktet Argynnis och familjen praktfjärilar. Inga underarter finns listade i Catalogue of Life.